# 1339
Năm 1339 (Số La Mã: MCCCXXXIX) là một năm thường bắt đầu vào thứ Sáu trong lịch Julius.

## Sinh
- Giáo hoàng đối lập Alexanđê V (d. 1410)

## Mất
- 19 tháng 9 – Thiên hoàng Go-Daigo Nhật Bản (b. 1288)